# Philautus surrufus
Philautus surrufus är en groddjursart som beskrevs av Brown och Angel C. Alcala 1994. Philautus surrufus ingår i släktet Philautus och familjen trädgrodor. IUCN kategoriserar arten globalt som starkt hotad. Inga underarter finns listade i Catalogue of Life.